# Sandro Barboza
Sandro Barboza (Jundiaí, 10 de novembro de 1969) é um jornalista brasileiro.
Graduado em Jornalismo pela Universidade Metodista de São Bernardo do Campo, em 1992, foi correspondente da Agência Estado, repórter dos jornais Notícias Populares e Folha da Tarde, rádio Jovem Pan, SBT e atualmente é repórter especial da Rede Bandeirantes.
Foi duas vezes finalista do prêmio Líbero Badaró de Jornalismo, do primeiro Prêmio Esso de Telejornalismo, concorrendo ao lado dos jornalistas Caco Barcellos e Tim Lopes, e menção honrosa do prêmio Wladimir Herzog pela série de reportagens sobre a morte do ex-prefeito de Santo André, Celso Daniel. Em 2012 recebeu, juntamente com equipe, a menção honrosa do Prêmio Esso pela reportagem-denúncia "Quando um crime vira um simples relatório", transmitido pelos telejornais do Grupo Bandeirantes de Comunicação. Também foi menção honrosa do Prêmio Abracopel de Jornalismo em 2012.
Especializado em reportagens investigativas levantou denúncias que levaram a reabertura do caso Celso Daniel pela Polícia Civil de São Paulo. Dos acusados pelo crime, todos foram condenados, menos o empresário Sérgio Gomes da Silva, o Sombra, que ainda não foi julgado. Outras reportagens feitas por ele levaram criação da CPI da Serasa, na Câmara dos Deputados, e a CPI da Bancoop na Assembleia Legislativa de São Paulo.